# Intron
Introni su nekodirajući segmenti unutar gena koji se nalaze između kodirajućih segmenata, egzona. mRNK se transkribira čitavom dužinom gena, a zatim se posttranskripcijskim izmjenama RNK uklanjanjaju introni, pri čemu RNK zadržava samo egzone.
Iako se čini da nisu potrebni za funkcioniranje gena eukariotske stanice, introni čine značajan udio genoma eukariota. Također mogu u određenim slučajevima kodirati funkcionalne RNK i proteine, a imaju i važnu ulogu u procesu alternativnog prekrajanja.
Alternativnim izrezivanjem introna iz jednog genskog transkripta dobivaju se različite izoforme zrele mRNK. Proces je zabilježen kod viših eukariota, a kod biljaka nije dovoljno izražen.

## Vanjske poveznice
- Repozitorij Prirodoslovno-matematičkog fakulteta u Zagrebu  Arhivirana inačica izvorne stranice od 13. travnja 2017. (Wayback Machine) Vladimir Zanki: Introni, PMF Zagreb, Zagreb, 2014.